# Haute école de commerce de Kinshasa
La Haute école de commerce de Kinshasa (HEC/Kin) est un établissement public d’enseignement supérieur, universitaire et technique, de la république démocratique du Congo, situé dans la commune de la Gombe à Kinshasa. Elle accueille 29.971  étudiants pour l'année académique 2023-2024

## Histoire
L’Institut a ses origines dans l’école Saint-Raphaël fondée en 1962 par le Révérend Père Gaston Bogart, de la congrégation des Pères catholiques de Scheut. En 1967, l’école est agréée par le Ministère de l’Éducation nationale et Affaires culturelles et prend le nom d’Institut supérieur de commerce de Kinshasa.
Au cours de la cérémonie du l’ouverture de l’année académique 2023-2024 ce lundi 13 novembre 2023, le ministre de l’Enseignement Supérieur et Universitaire (ESU) a dévoilé la nouvelle nomenclature de l’Institut supérieur de commerce de Kinshasa (ISC). Cet établissement supérieur devient la Haute École de Commerce de Kinshasa (HEC/Kin), qui a pour mission d’organiser et former des cadres des hauts niveaux dans différents secteurs en fonction des besoins de la population mais aussi d’organiser la recherche appliquée orientée vers de solutions aux problèmes spécifiques du domaine de sa création.

## Partenaire
L’Institut est partenaire de l’Université de Liège.

## Anciens étudiants notables
- Béatrice Lomeya Atilite, femme politique congolaise